# The Crusher
The Crusher è il terzo album del gruppo melodic death metal svedese Amon Amarth pubblicato l'8 maggio 2001 dalla Metal Blade.

## Tracce
1. Bastards of a Lying Breed - 5:34
2. Masters of War - 4:34
3. The Sound of Eight Hooves - 4:50
4. Risen From the Sea (2000) - 4:27
5. As Long as the Raven Flies - 4:05
6. A Fury Divine - 6:36
7. Annihilation of Hammerfest - 5:03
8. The Fall Through Ginnungagap - 5:21
9. Releasing Surtur's Fire - 5:30
10. Eyes of Horror (cover dei Possessed) - 3:34*

- Traccia bonus

## Formazione
- Johan Hegg - voce
- Olavi Mikkonen - chitarra
- Johan Soderberg - chitarra
- Ted Lundstrom - basso
- Fredrik Andersson - batteria